# 樋口時彦
樋口 時彦（ひぐち ときひこ、1941年6月10日 - ）は、神奈川県出身の元バレーボール選手。1964年東京オリンピックバレーボール男子銅メダリスト。法政二高を経て、法政大学卒業。